# Oldsmobile Omega
Oldsmobile Omega — компактный автомобиль, выпускавшийся с 1973 по 1984 год подразделением Oldsmobile компании General Motors в трёх поколениях.
Первые два поколения Oldsmobile Omega имели заднеприводную компоновку и являлись ребеджингом Chevrolet Nova, а третье поколение Oldsmobile Omega, выпускавшееся с 1980 по 1984 год, имело переднеприводную компоновку и являлось ребеджингом Chevrolet Citation.
Название Omega автомобили получили в честь греческой буквы омега.

## Первое поколение (1973—1974)
Впервые Oldsmobile Omega был представлен в 1973 году наряду с Buick Apollo. Он разделял кузов и многие механические компоненты с Chevrolet Nova, но имел свои переднюю и заднюю части. Отделка салона деревянная.
Дизайн радиаторной решётки напоминает водопад. Круглые фары расположены в квадратных углублениях. Стояночные огни находятся на бампере.

Автомобили выпускались в кузовах двухдверное купе, трёхдверный хетчбэк и четырёхдверный седан.

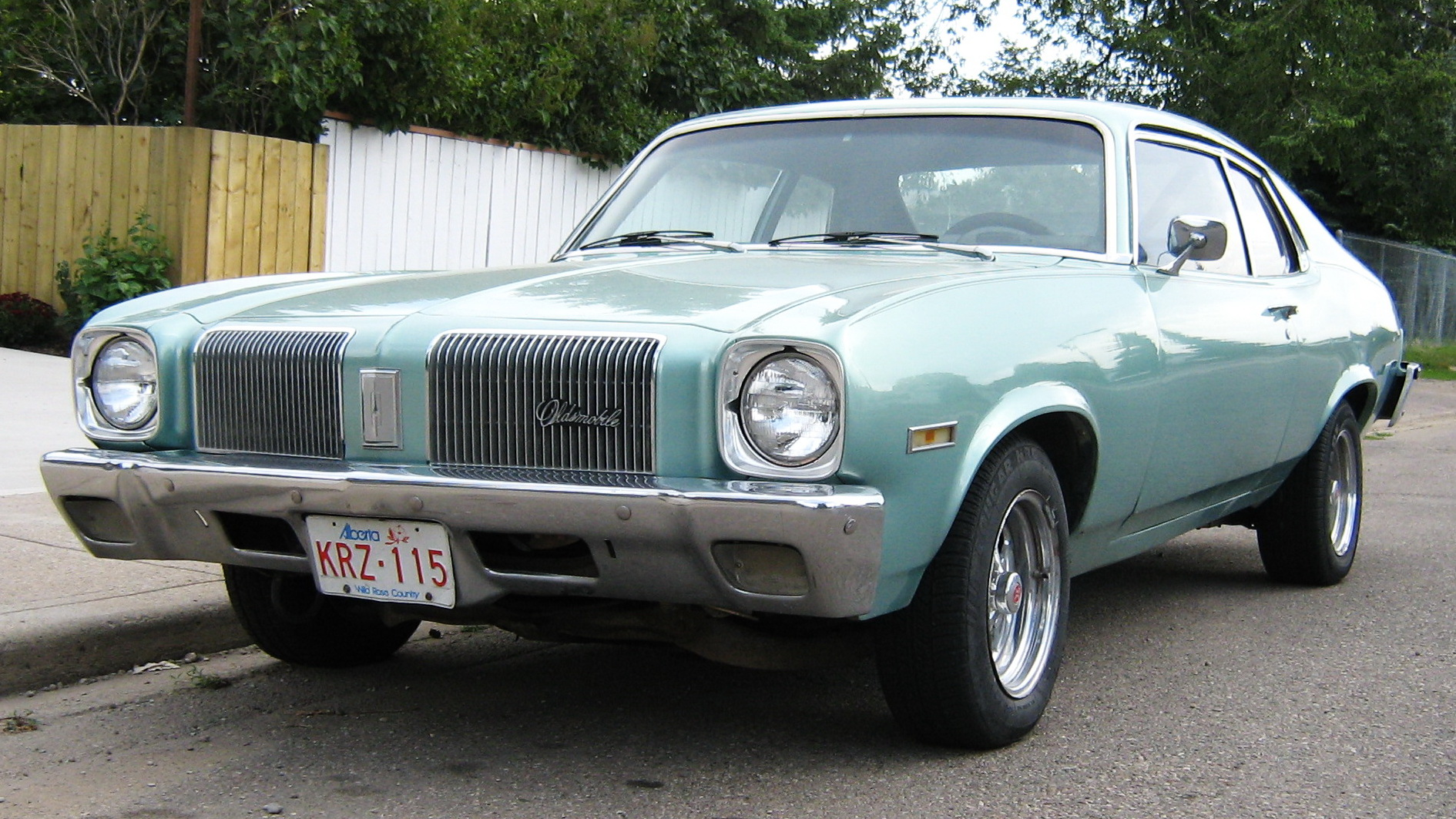
1973 Oldsmobile Omega
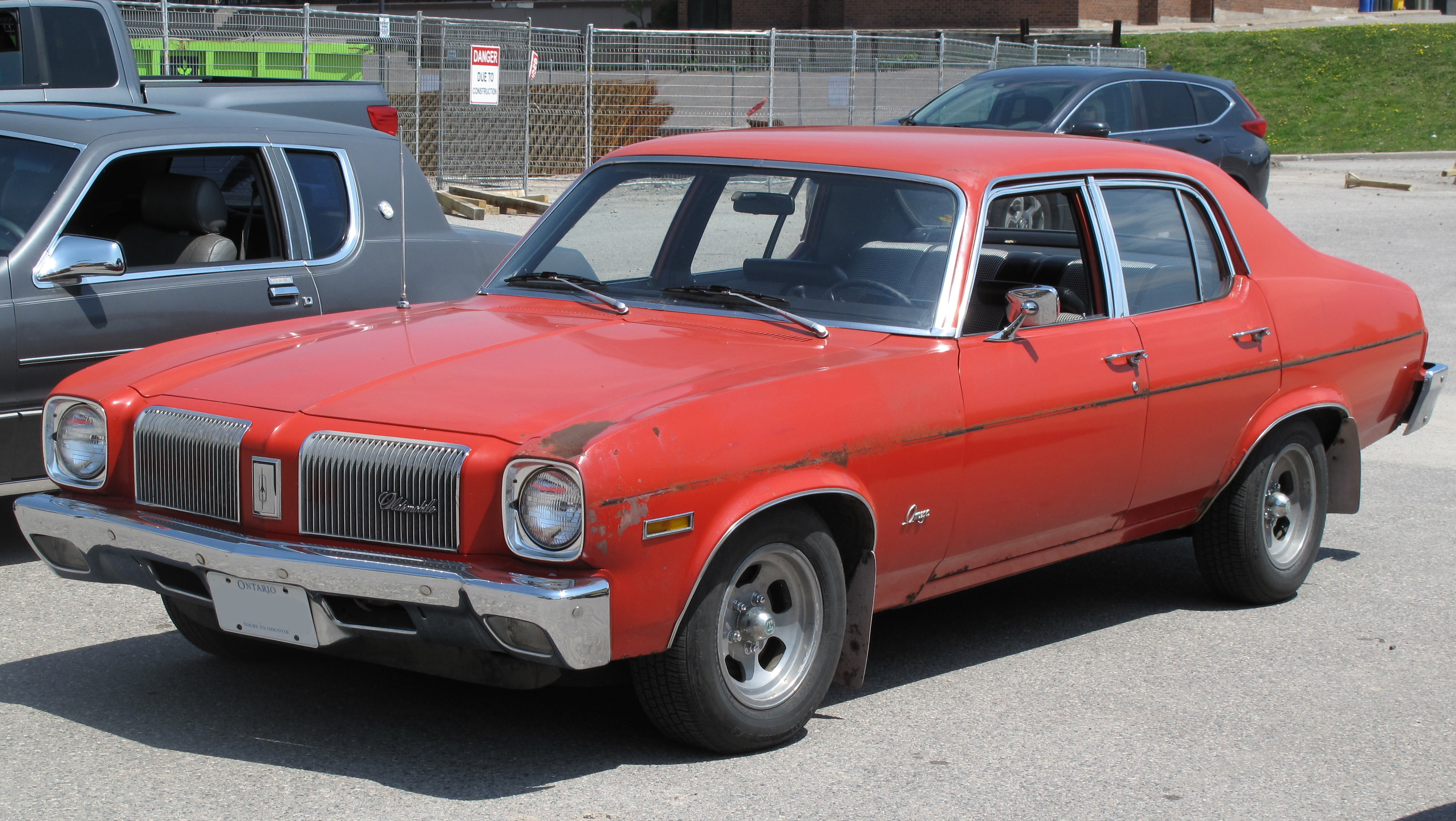
Вид спереди
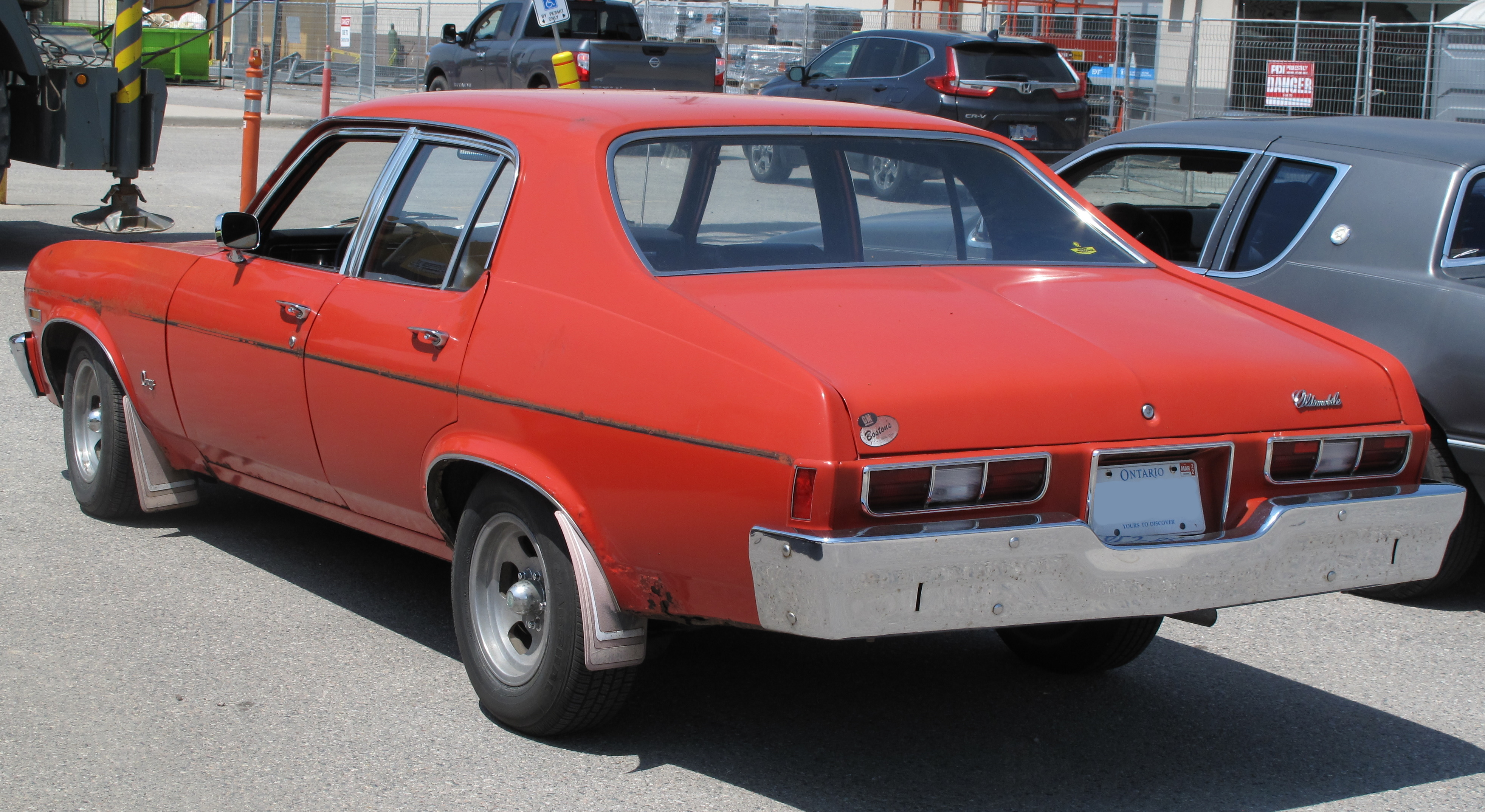
Вид сзади

## Второе поколение (1975—1979)
Второе поколение Oldsmobile Omega выпускалось с 1975 по 1979 год наряду с Buick Apollo и Buick Skylark. По сравнению с предыдущим поколением, автомобили имели роскошную отделку, большую шумоизоляцию, задние стабилизаторы поперечной устойчивости и другие функции, которых не было у Chevrolet Nova. Автомобили выпускались в комплектациях F-85 (базовая), Omega, Omega SX и Omega Brougham.

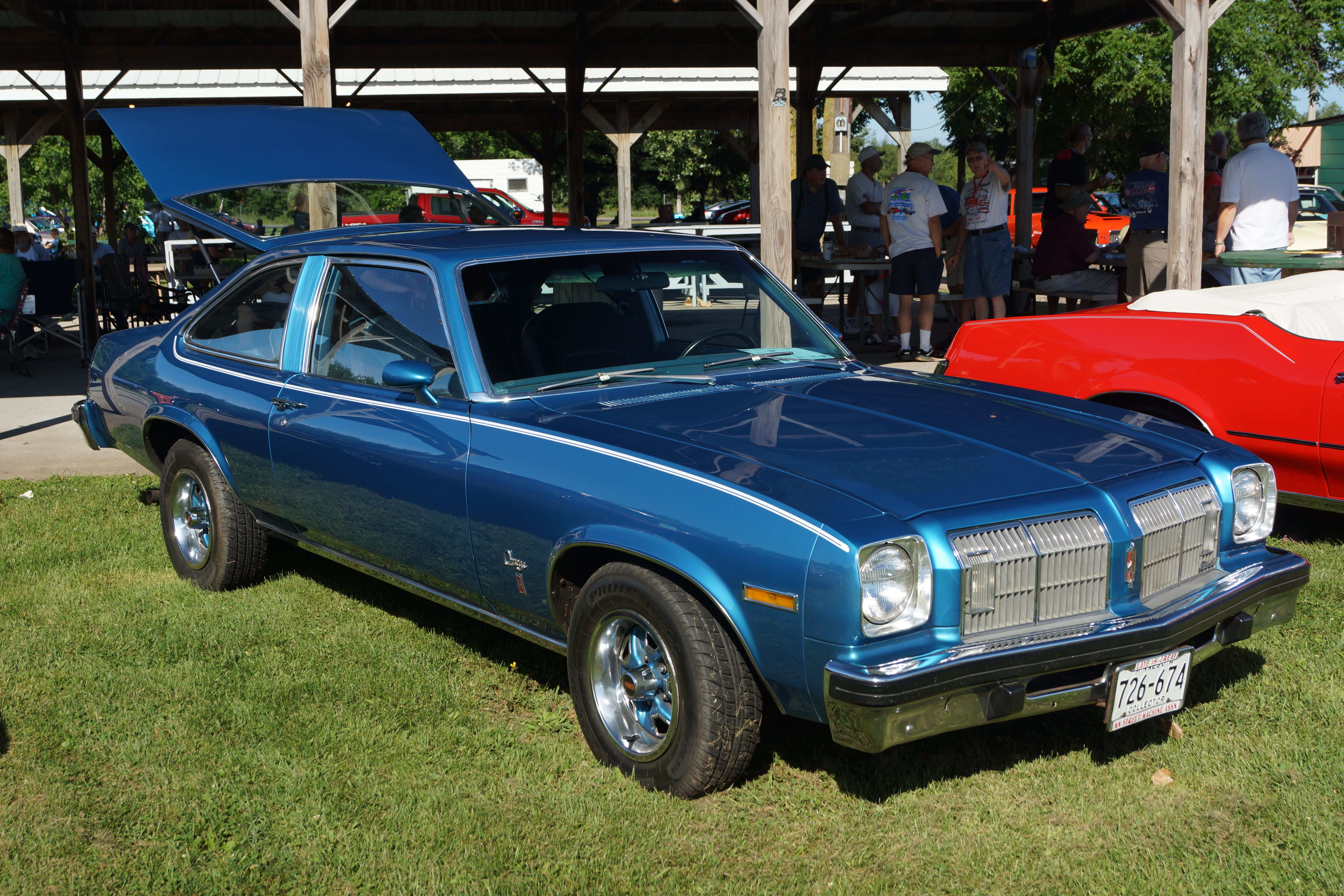
1975 Oldsmobile Omega
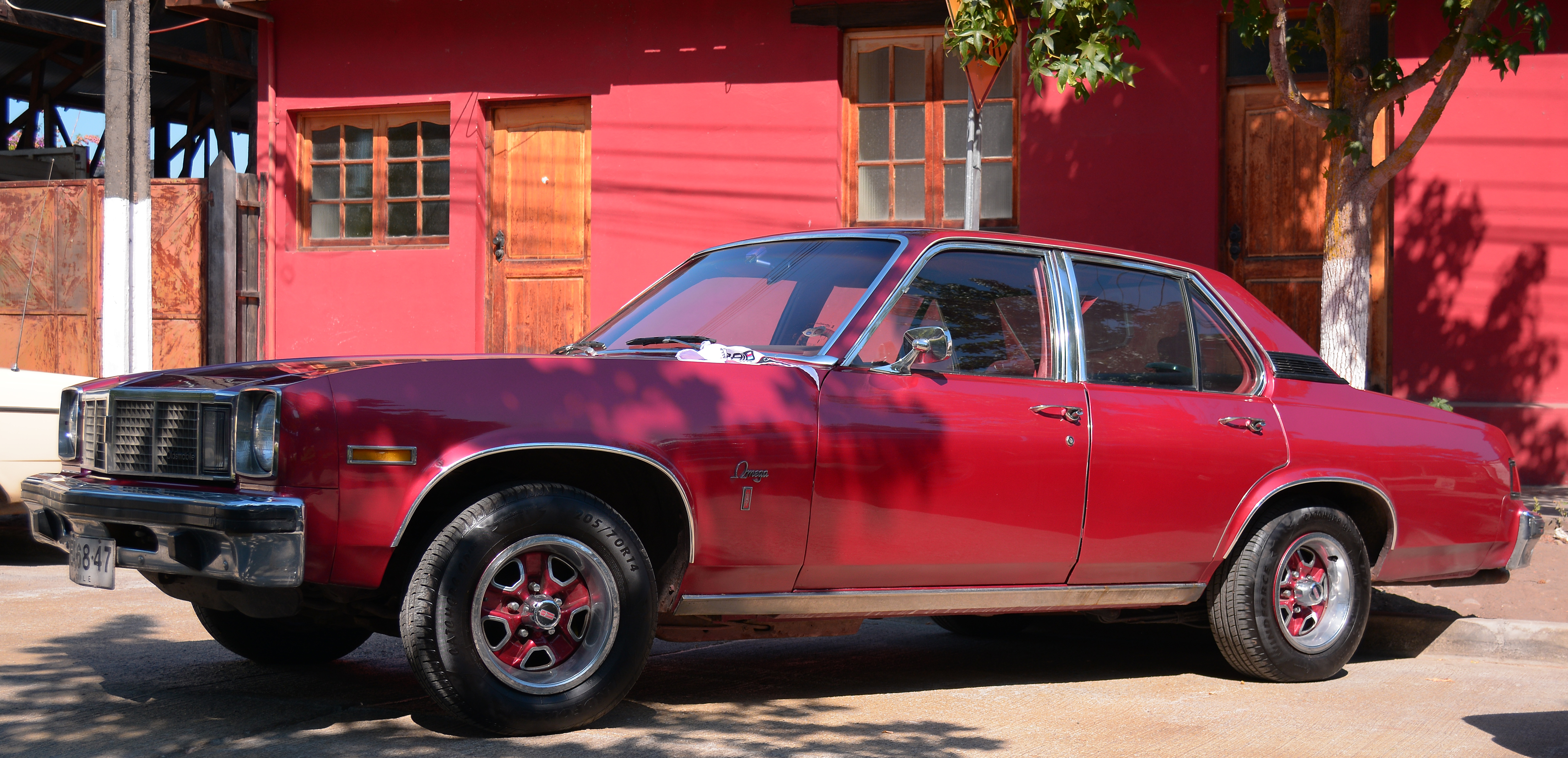
1977 Oldsmobile Omega
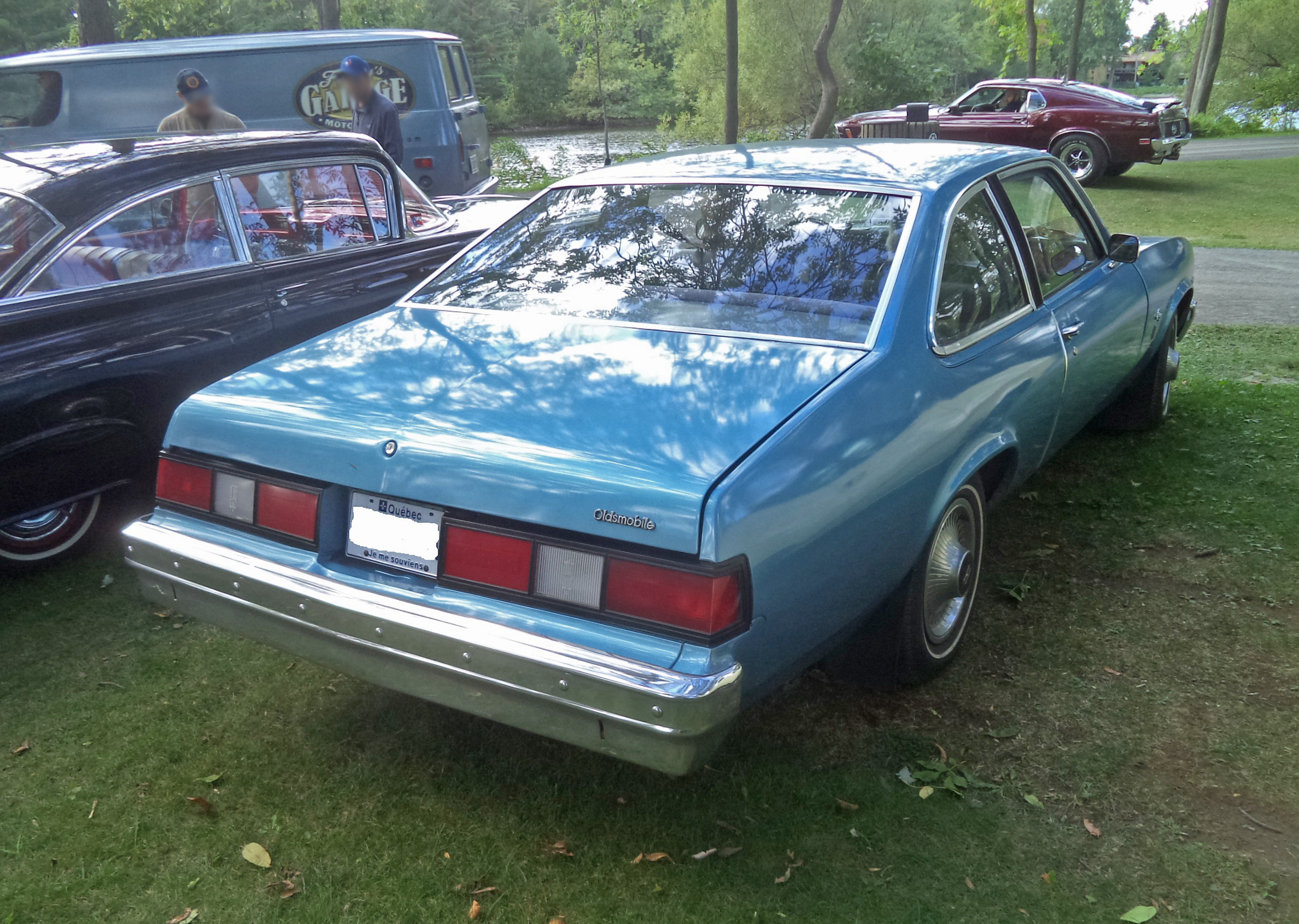
1978 Oldsmobile Omega

## Третье поколение (1980—1984)
Автомобили Oldsmobile Omega третьего поколения являлись переднеприводными. В отличие от Chevrolet Citation, модели выпускались в кузовах двухдверное купе (SX) и четырёхдверный седан (ES). В 1985 году преемником Omega стал Cutlass Calais.

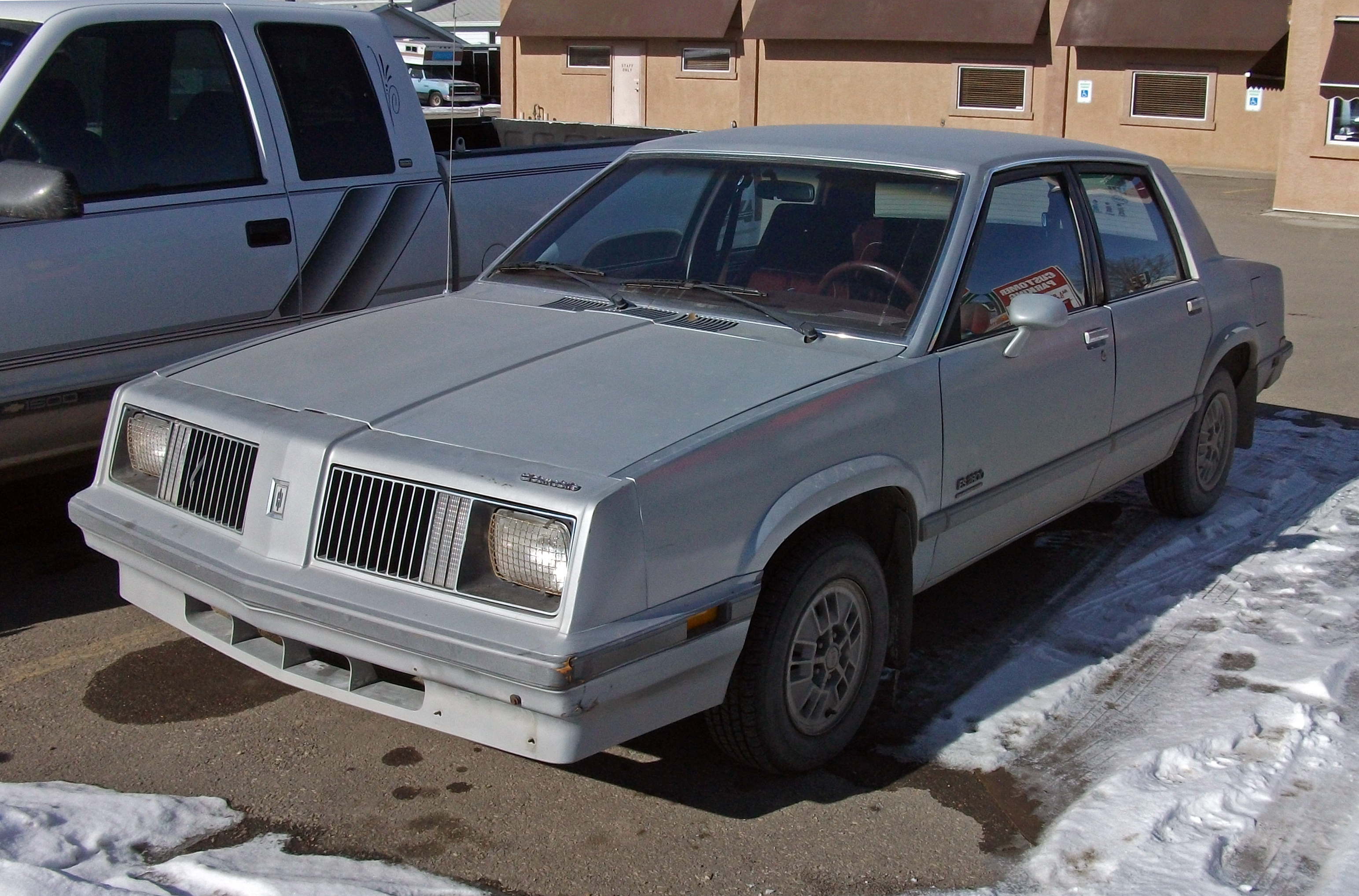
1981 Oldsmobile Omega ES 2800
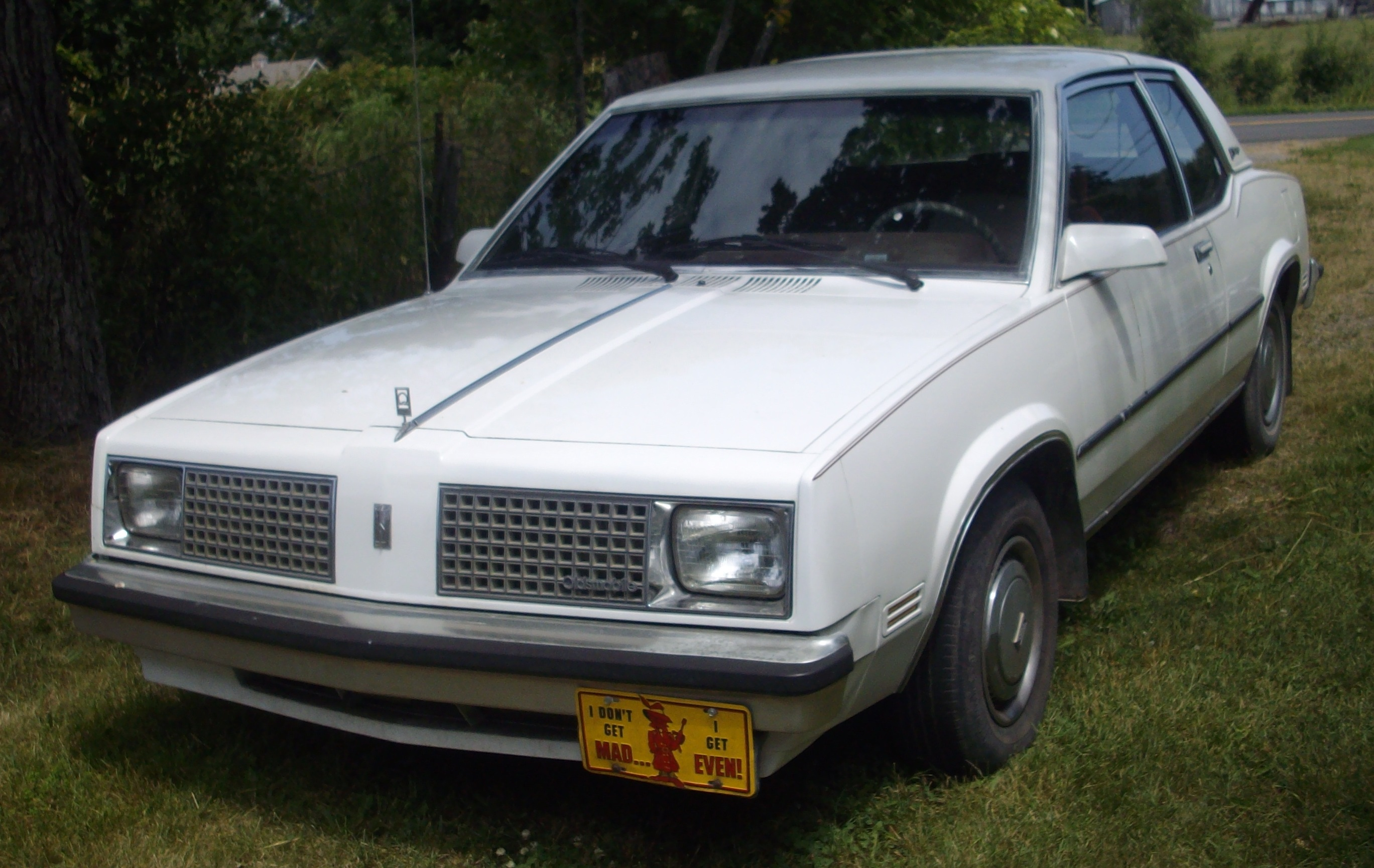
1983 Oldsmobile Omega
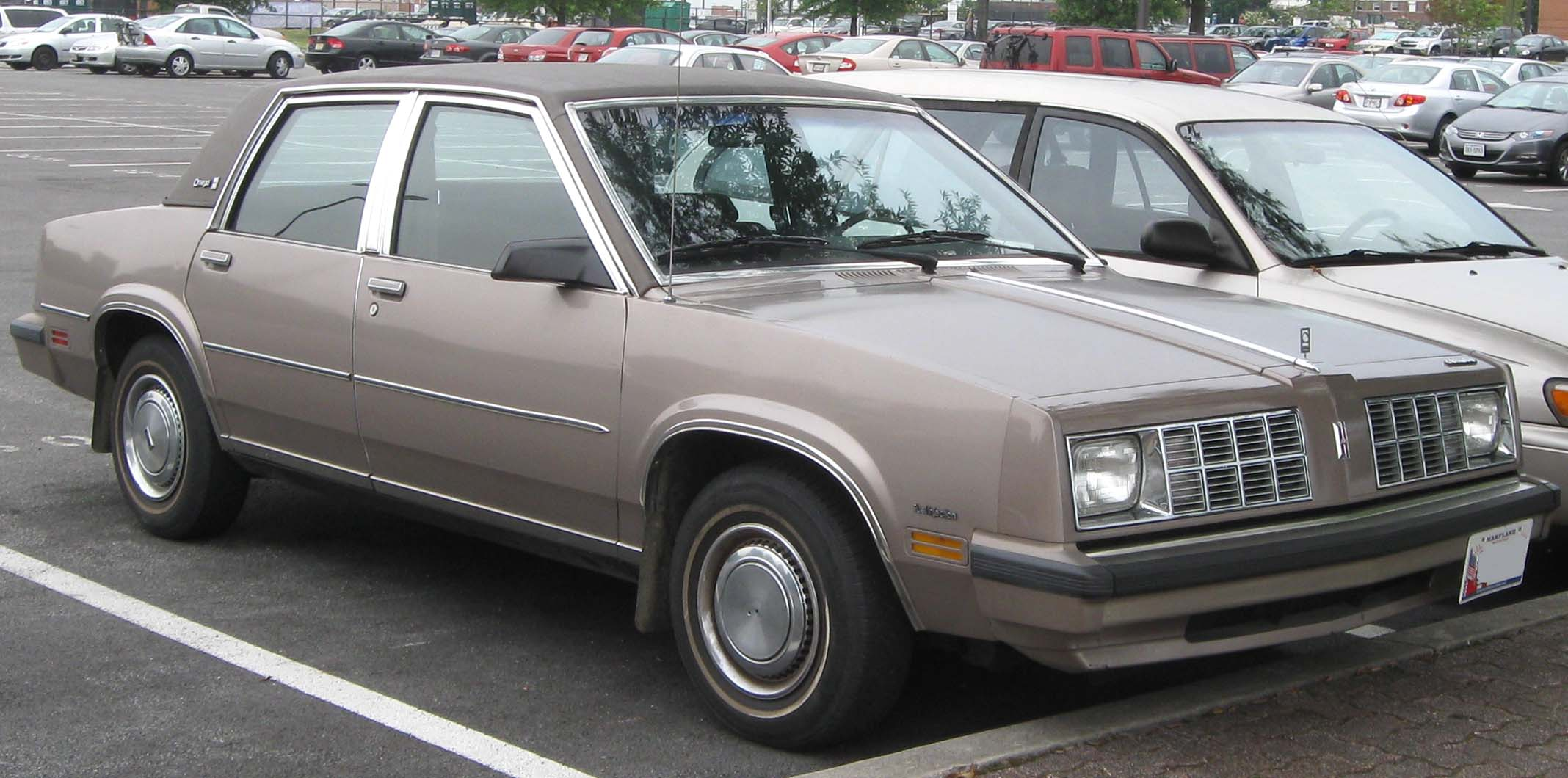
1984 Oldsmobile Omega